# Тепловка (Пензенская область)
Тепло́вка — село в Лунинском районе Пензенской области. Входит в состав Степановского сельсовета.

## География
Село расположено в северной части Пензенской области, на расстоянии примерно 19 км (по прямой) к северо-западу от Лунино, административного центра района.

### Часовой пояс
Село Тепловка, как и вся Пензенская область, находится в часовой зоне МСК (московское время). Смещение применяемого времени относительно UTC составляет +3:00.

## Население
| 1710 | 1717 | 1747 | 1782 | 1864 | 1877 | 1910 |
| ---- | ---- | ---- | ---- | ---- | ---- | ---- |
| 18   | ↘13  | ↗188 | ↗473 | ↘54  | ↗210 | ↗300 |
| 1926 | 1930 | 1959 | 1979 | 1989 | 1996 | 2002 |
| ↗372 | ↗400 | ↘197 | ↗304 | ↘202 | ↘142 | ↘96  |
| 2010 |      |      |      |      |      |      |
| ↘55  |      |      |      |      |      |      |

### Национальный состав
Согласно результатам переписи 2002 года, в национальной структуре населения русские составляли 99 % из 96 чел.

## Известные уроженцы
- Рыжов, Александр Николаевич (1924—1986) — советский бригадир слесарей-сборщиков, Герой Социалистического Труда.